# Werner Burger
Werner Burger (* 22. Oktober 1929  in Nürnberg) ist ein deutscher Jurist und ehemaliger Richter am Bundessozialgericht.

## Leben
Werner Burger studierte Rechtswissenschaft an der Universität Erlangen
und schloss sein Studium 1953 mit dem ersten Staatsexamen ab. 1957 bestand er das zweite juristische Staatsexamen. Schon 1958 war er Richter auf Lebenszeit und als solcher am Sozialgericht Nürnberg tätig. Vom Sozialgericht in seiner Geburtsstadt wurde er an das bayrische Staatsministerium und an das Bayerische Landessozialgericht abgeordnet. Von 1965 bis 1969 war er als Obersozialgerichtsrat beim Sozialgericht Nürnberg tätig, bevor er im Oktober 1969 zum Richter am Bundessozialgericht ernannt wurde. Dort war er zunächst für fünf Jahre Mitglied im 12. Senat, dann für drei Jahre Mitglied des 1. Senats. Ab 1978 war Burger Vorsitzender des in seiner Amtszeit für Knappschafts-, Unfall- und Arbeiterrentenversicherung zuständigen 5. Senats, den er bis zur Pensionierung im Oktober 1994 leitete.